# Маклура
Маклура (Maclura pomifera) је добила име по америчком геологу Вилијаму Маклуру (William Maclure, 1763—1840). Име врсте је сложеница од латинских речи pōmum — „плод” и ferō — „носити”; чест је и синоним Maclura aurantiaca Nutt. (лат. aurantius — „поморанџа”). У Северној Америци је зову трновити осиџ или осиџ поморанџа, тај назив је настао од имена индијанског племена Осиџ блиском племену Сијукс (фр. Sioux). Наши народни називи, поред најчешћег — маклура су и дивља поморанџа и ређе дрво мозак због вијугаве текстуре плода. У Европу је унета 1818. године и од тада се успешно узгаја.

## Ареал
Потиче из Северне Америке (Тексас и мали делови Арканзаса и Оклахоме), где расте у речним долинама на алувијалним стаништима. 

## Опис врсте
Листопадно дрво или високи жбун висине до 20 m и прсног пречника 50—90 cm. Хабитус је кугласт, са изразито широком круном. Дебло је кратко, сиве до светлосмеђе боје са уздужно избразданом кором. Изданци су танки, жутосиве или зеленосиве боје са трновима у пазуху листова. Трнови су појединачни, при врху смеђи и сјајни, дуги 1 до 2 cm, исте боје као изданак. Пупољци су ситни, округли до јајасти, прекривени црвенкастосмеђим сјајним љуспама. 
Листови су прости, неизменични, елиптично-јајасти и кожасти, дужине од 6 до 12 cm, са лица сјајан, целог обода, у праменовима по 3—4. 
Цветови су неупадљивим, висећим, зеленим цвастима, мушке су округласте дуге до 2 cm, женске главичасте са дугим кончастим стубићима. Врста је дводома, цвета од априла до јуна.
Дебљањем цветног омотача и вретена цвасти образује се крупан скупни плод сличан поморанџи — скуп коштуница. Меснати омотач појединих коштуница међусобно сраста и даје плод пречника 7 до 15 cm, жуто-зелене или зелене боје са храпавом, валовитом, избораном на ситна поља подељеном површином. Свако поље представља појединачан плод са по једним семеном. Сви делови биљке, а нарочито плод садрже лепљиви млечни сок, који у присуству ваздуха поцрни. Плодови дозревају у септембру—октобру, одмах опадају и током зиме се разлажу. 
Семе са ендокарпом дуго је 10 mm, широко 3,5—6,5 mm, јајастог облика, боје кости и глатке текстуре, без сјаја. Семе без ендосперма; ембрион је крупан, лактастог типа и скоро потпуно испуњава семе. Коренак се налази испод дуже и тупље ивице. Клијање надземно. У једном плоду може бити и до 200 семена.

## Биоеколошке карактеристике
Маклура је пионирска врста, врло отпорна на неповољне услове средине и као таква преживела је глацијацију. Постоји претпоставка да је плод маклуре био храна мамута и да су они помагали расејавању семена маклуре хранећи се њоме. Просечне годишње температуре, у природном ареалу ове врсте, крећу се у распону од 18—21оC. Просечна јулска температура је 27оC, а јануарска 6—7оC са могућим екстремима од -23оC. Маклура је брзорастућа и хелиофилна врста, не подноси сенку ни полусенку.
Коренов систем ове врсте је веома јак, у Оклахоми су забележене индивидуе чији је коренов систем ишао преко 8 m у дубину. Када се нађе на плитком земљишту корен се шири површински. Отпорна је на спољашње услове и прилагодљива разним земљиштима што је чини веома адаптивном врстом на новим стаништима. Семе маклуре је храна веверица и других ситних глодара, а целим плодом се могу хранити коњи, отуда и један од назива за маклуру — horse apple.

## Значај
У Америци је коришћена за ветрозаштитне појасеве, за живице око пољопривредних поља и као жива ограда у урбаним и руралним пределима. Индијанци су користили дрво маклуре за прављење лукова за лов, јер је еластично, али и тврдо па се користи и за дршке за алат, дрвене клинце, намештај, музичке инструменте и њихове делове, у изради посуђа, ограда, мостова и сл. Из коре дрвета и корена добија се жута боја. Маклура се лако шири из простора где се узгаја, и лако осваја напуштене, неодржаване просторе. 
Најчешћа употреба маклуре код нас је у форми живе ограде јер је одликује изузетно брз раст, а врло добро подноси орезивање. У хортикултури и пејзажној архитектури користи се и као солитарно стабло или у групама, а погодна је и за контролу ерозије. Листови пре опадања из зелене прелазе у жуту, а затим мрку боју, што је сврстава у групу биљака са атрактивним јесењим колоритом. Маклура својим специфичним мирисом одбија многе штетне инсекте и глодаре, пружајући сигурност од напада штеточина и биљкама које је окружују. Многи аутори, нарочито са подручја Америке, где је аутохтона врста, приписују јој лековита својства, у лечењу тумора, хипертензије, реуматизма итд. Сок из плода маклуре, испољава иритантно дејство. Може изазвати црвенило коже, упалу усне шупљине или иритације ако дође у контакт са уснама и очима. При екстракцији семена треба превентивно користити рукавице.

## Размножавање
Генеративно размножавање је релативно једноставно. Пошто пулпа плода слабо утиче на проценат клијавости, али успорава раст клијавца, семе треба екстраховати пре омекшавања плода. Запажен је и апомиксис што даје униформно потомство и при сетви семена
Вегетативно се маклура подједнако добро размножава и коренским резницама и резницама стабла.

## Природни и културни унутарврсни таксони
Због трнова и крупних плодова који се дуго распадају прљајући простор испод женских стабала гаје се унутарврсни таксони без плода и трнова. Притом клонови задржавају особине као што су отпорност на сушу и сиромашно земљиште. 
Најпознатији варијетет маклуре је Maclura pomifera var. inermis. који нема трнове, а од културних таксона најпознатију су мушки култивари малих трнова
- ′Double O′
- ′White Shield′
- ′Wichita′.